# 윤완중
윤완중(尹完重, 1945년 3월 15일 ~ )은 대한민국의 정치인이다. 제9대 공주시장을 역임했다.

## 역대 선거 결과
|  | 2.09% |

|  | 10.40% |

|  | 3.35% |

|  | 16.13% |

|  | 20.31% |

|  | 16.46% |

|  | 46.55% |

|  | 8.44% |